# Czerwony Wiedeń

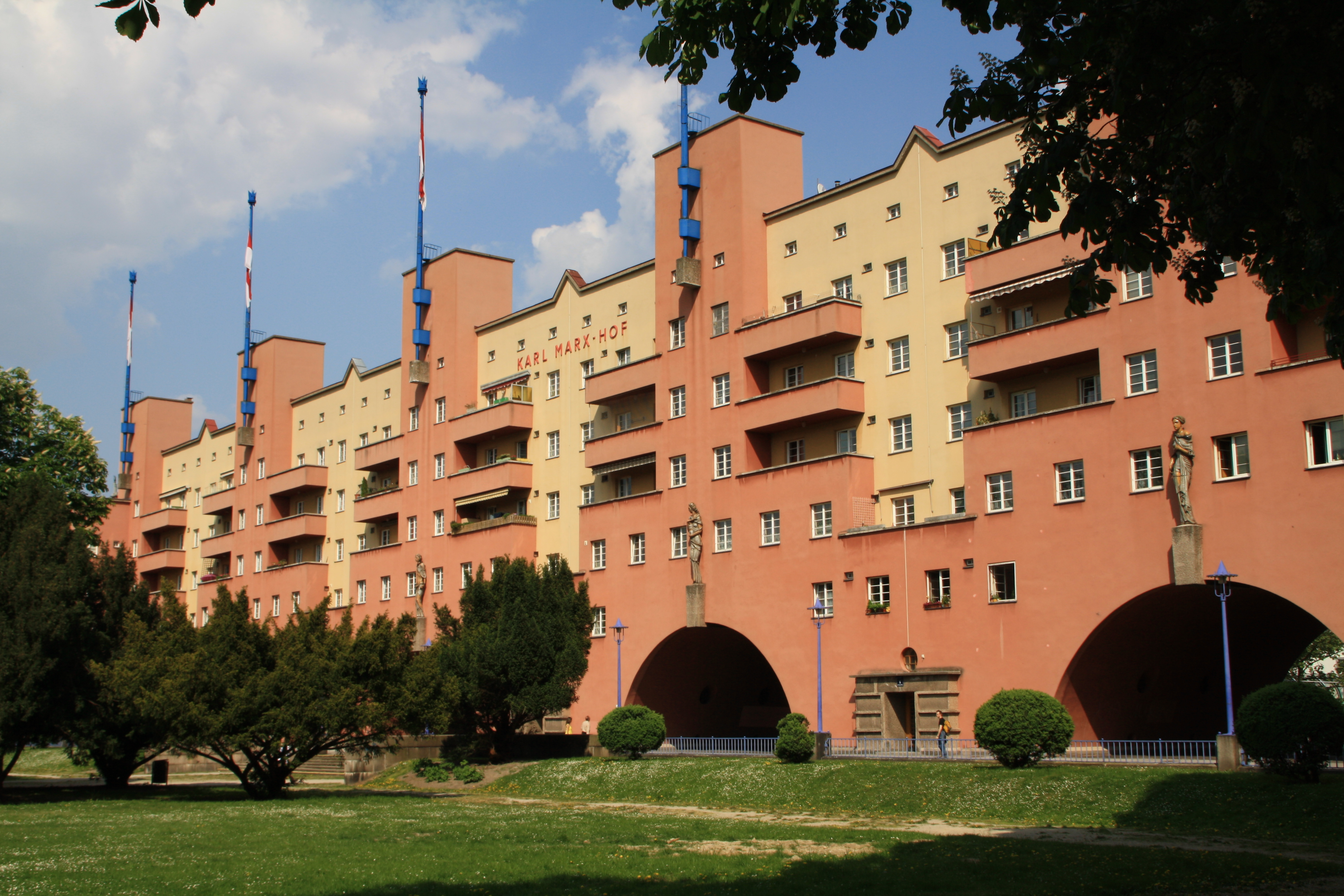
Karl-Marx-Hof – modernistyczny blok mieszkalny, zbudowany w latach 1927–1930 przez Karla Ehna w ramach programu intensywnego budownictwa mieszkaniowego realizowanego przez socjaldemokratyczne władze miasta

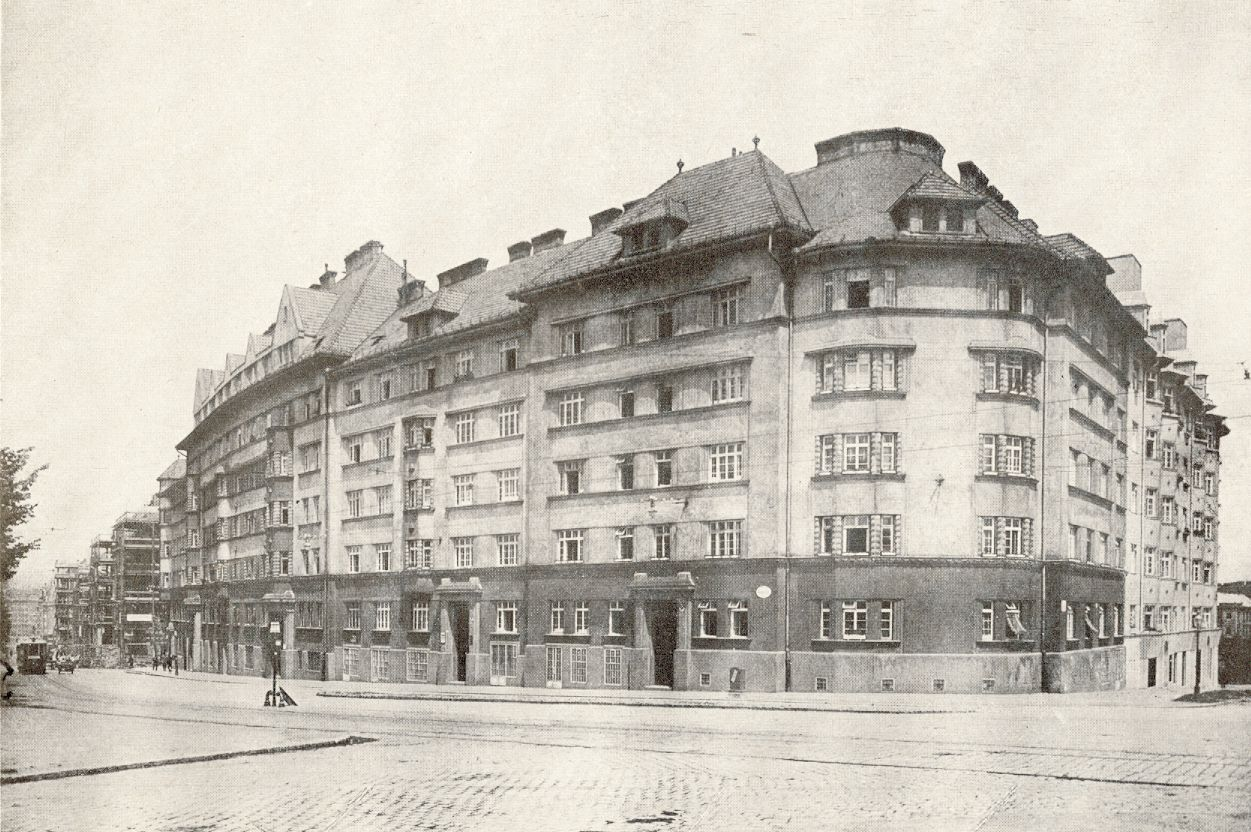
Metzleinstaler Hof, ok. 1922

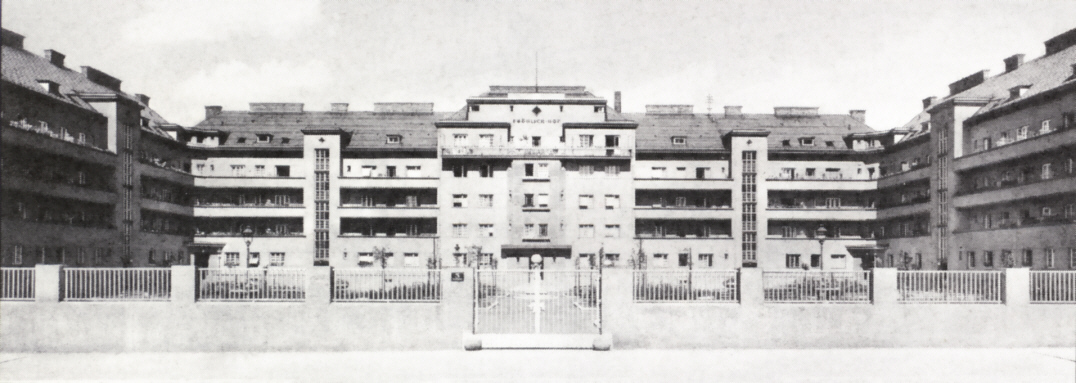
Fröhlich-Hof, 1930

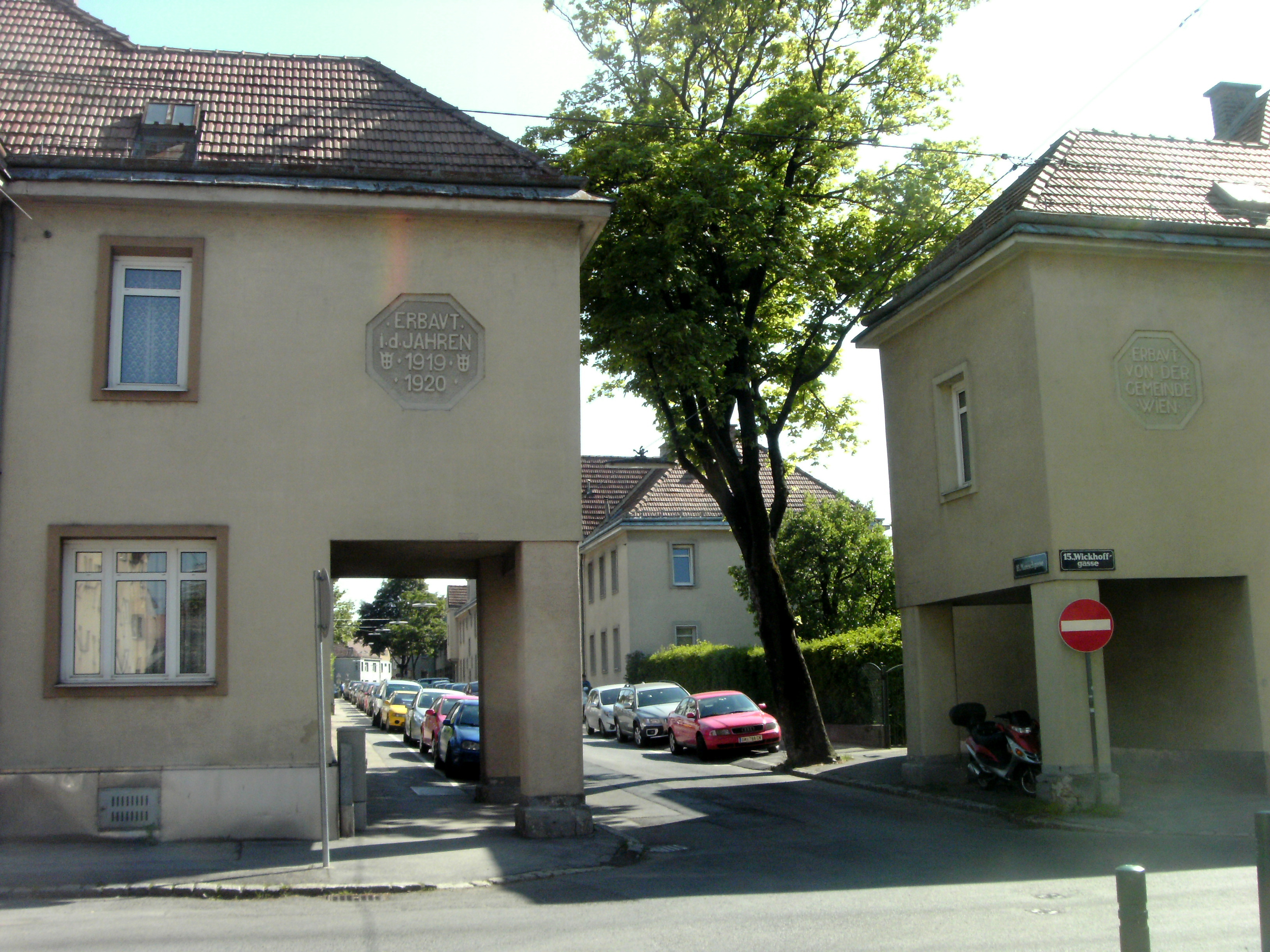
Osiedle Wohnanlage Schmelz, 2011

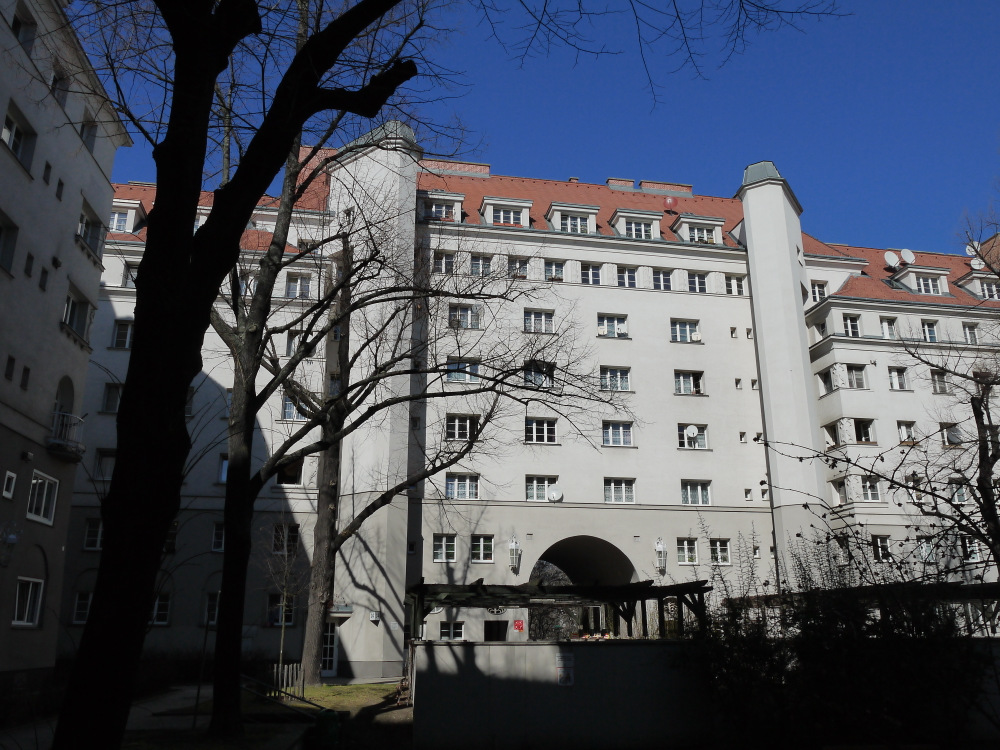
Fuchsenfeldhof, 2012

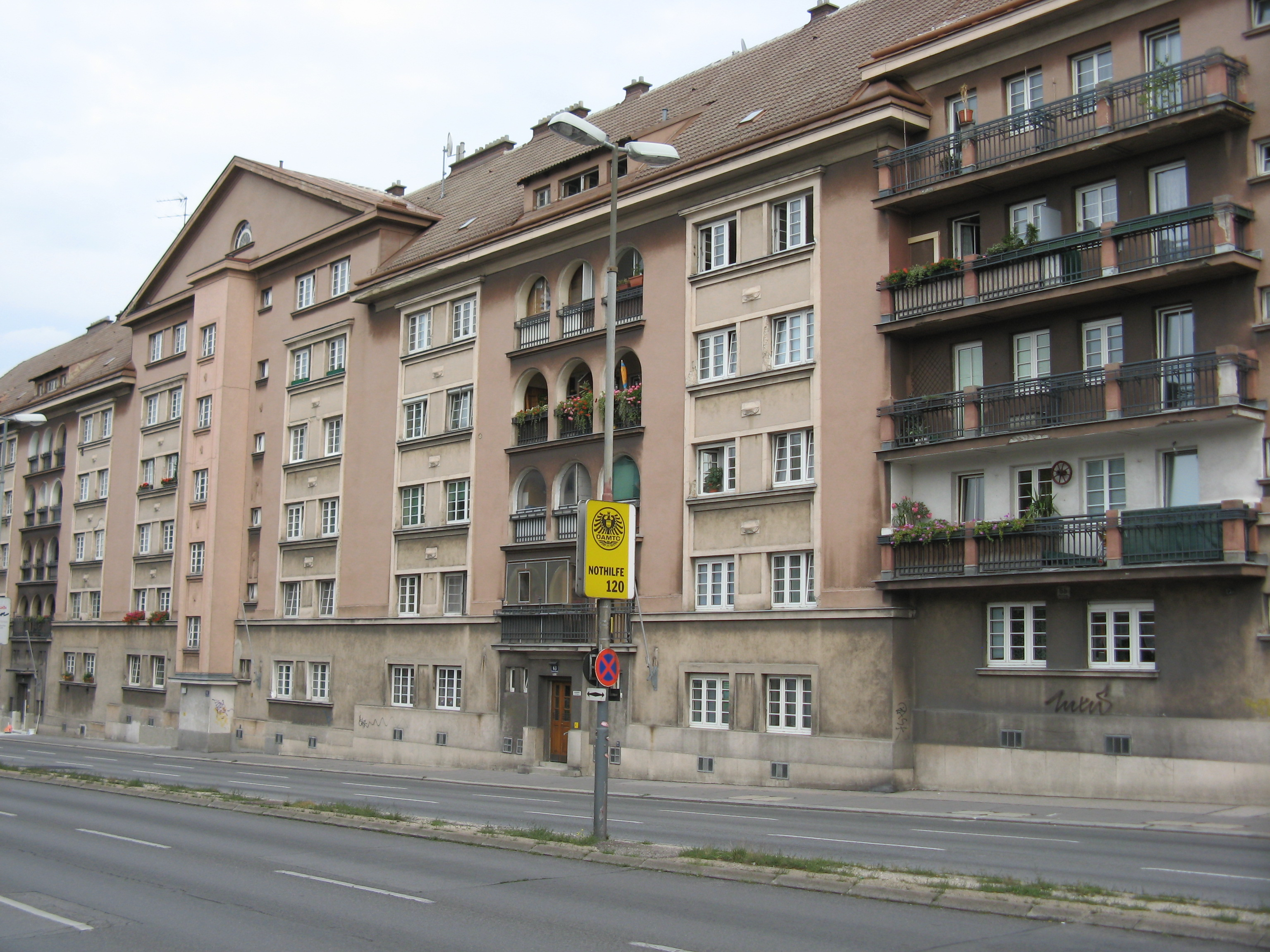
Viktor-Adler-Hof, 2007

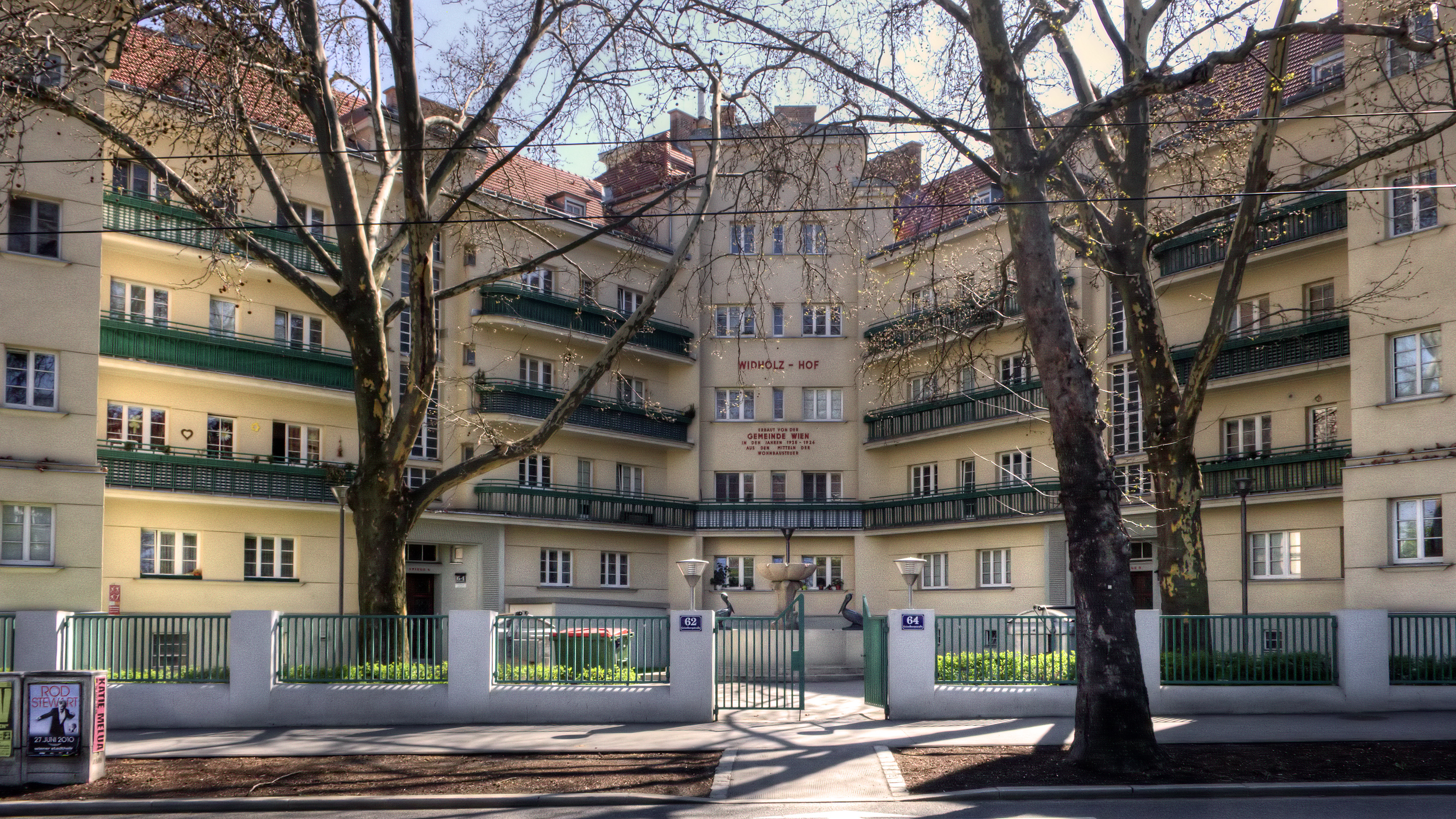
Widholzhof, 2010

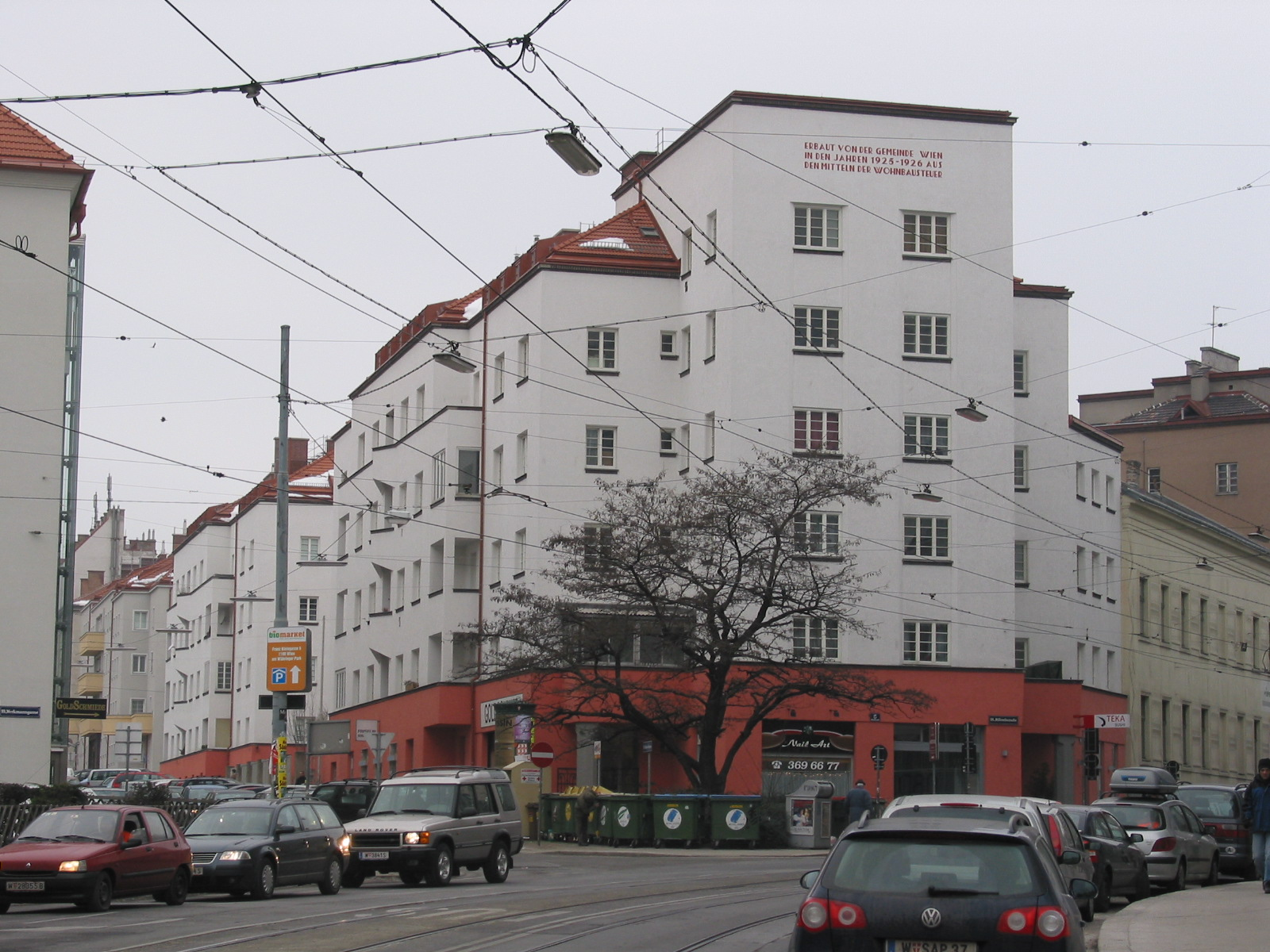
Pestalozzi-Hof, 2006

Czerwony Wiedeń (niem. Rotes Wien) – popularne określenie używane wobec stolicy Austrii – Wiednia w latach 1918–1934, kiedy miastem rządziła Socjaldemokratyczna Partia Austrii (niem. Sozialdemokratische Partei Österreichs, SPÖ), która zrealizowała program komunalnego budownictwa mieszkaniowego na 65 tys. mieszkań, a także program zakładania miejskich terenów zielonych oraz wprowadziła reformę szkolnictwa.

## Kontekst historyczny
Udział Austro-Węgier w I wojnie światowej doprowadził do rozpadu monarchii i proklamowania w 1918 republiki. W 1919 roku Austria podpisała traktat pokojowy w Saint-Germain-en-Laye, na mocy którego zatrzymała jedynie ziemie dawnego księstwa, ograniczyła liczebność armii oraz zobowiązała się do niełączenia się z Niemcami. Po wojnie Austria znajdowała się w kryzysie gospodarczym, narastały konflikty społeczne i nastroje rewolucyjne.
Po tryumfalnym zwycięstwie socjaldemokratów w wyborach do rady miasta w 1919 roku, pierwszym socjaldemokratycznym burmistrzem miasta został Jakob Reumann (1853–1925). Za jego kadencji rozpoczęto program intensywnego budownictwa mieszkaniowego, wielką reformę szkolnictwa oraz program zakładania miejskich terenów zielonych. W 1923 roku Reumann złożył urząd z powodów zdrowotnych, a jego następcą został Karl Seitz (1869–1950), który przez dziesięć lat wdrażał programy zapoczątkowane przez Reumanna. 12 lutego 1934 roku, podczas austriackiej wojny domowej, Seitz został aresztowany w swoim gabinecie w ratuszu i bez aktu oskarżenia przetrzymywany w areszcie do końca roku.
Okres socjaldemokratycznych rządów Wiednia w latach 1918–1934 określany jest popularnie mianem Czerwonego Wiednia.

## Program komunalnego budownictwa mieszkaniowego
Szybko rozwijający się Wiedeń XIX wieku walczył z problemem niedoboru mieszkań dla stale zwiększającej się liczby robotników. Na przełomie XIX i XX w. niektóre przedsiębiorstwa wznosiły osiedla z mieszkaniami pracowniczymi dla swoich pracowników, jednak wiele rodzin wynajmowało pokoje lub mieszkania na wolnym rynku. W okresie I wojny światowej sytuacja wynajmujących pogorszyła się na tyle, że doszło do masowych protestów, które wymusiły wprowadzenie regulacji czynszowych oraz prawa chroniącego lepiej lokatorów przed eksmisją.
Po objęciu władzy w Wiedniu w 1919 roku, socjaliści rozpoczęli realizację swojego programu budownictwa mieszkaniowego. Początkowe idee oparte na budowie osiedli według koncepcji miast ogrodów ustąpiły ideom wznoszenia „superbloków” ze wspólnymi pralniami, przedszkolami, bibliotekami, warsztatami oraz sklepami. W ciągu dekady, w „superblokach” powstało 65 tys. mieszkań.
Budownictwo komunalne borykało się wówczas z dwoma problemami: pozyskania odpowiednich terenów pod budowę oraz trudnościami w pozyskiwaniu środków na budowę w okresie galopującej inflacji. Projekty były finansowane początkowo ze sprzedaży obligacji, a po wyodrębnieniu się Wiednia jako samodzielnego kraju związkowego w 1922 roku z własnych przychodów, w tym z wprowadzonego przez Hugo Breitnera (1873–1946) w 1923 roku specjalnego, progresywnego podatku Wohnbausteuer nałożonego na właścicieli wynajmowanych powierzchni mieszkaniowych oraz podatków od dóbr luksusowych, tzw. „podatków Breitnera”. Ostra progresja podatku sprawiła, że 0,5% wszystkich wynajmowanych obiektów dostarczało 44,5% przychodu z podatku. Ponadto sprawiła, że wyzysk przestał się opłacać a ceny gruntów spadły, co z kolei umożliwiło miastu zakup terenów pod budowę nowych osiedli. Przychody z podatków od luksusu wyniosły w 1927 roku ok. 36% wszystkich wpływów podatkowych miasta, co stanowiło 20% wszystkich przychodów.
W 1919 roku rozpoczęły się budowy bloku mieszkalnego Metzleinstaler Hof, Fuchsenfeldhof i Fuchsenfeldhof oraz osiedli Wohnanlage Schmelz, Rosenhügel i kolonii Rannersdorf. 21 września 1923 roku władze miasta zatwierdziły pierwszy program mieszkaniowy miasta, który zakładał budowę 25 tys. mieszkań do 1928 roku a został zrealizowany już w roku 1926. W 1927 roku rada miasta podjęła decyzję o budowie kolejnych 30 tys. mieszkań. Prężny rozwój mieszkalnictwa komunalnego wpłynął pozytywnie na wzrost poparcia dla socjaldemokratów, lecz doprowadził do załamania na rynku mieszkalnictwa prywatnego. Antysocjalistyczna propaganda nazywała nowe bloki „blokami wyborców [socjalistycznych]” lub „czerwonymi fortecami” strategicznie rozmieszczonymi na terenie miasta. Konserwatywny rząd Austrii przykrócił wkrótce samodzielną politykę finansową Wiednia. W 1932 roku Breitner podał się do dymisji a na jego miejsce przyszedł Robert Danneberg (1885–1942).
Program budowy mieszkań komunalnych nadal kontynuowano – w 1934 roku Wiedeń miał 65 tys. mieszkań tego typu o powierzchni 40–50 m². Wszystkie mieszkania miały własne oświetlenie, wentylację, wodę bieżącą i kanalizację. W sumie powstały 382 obiekty zaprojektowane przez 199 architektów, m.in. wielu uczniów Otto Wagnera (1841–1918): Karla Ehna (1884–1959), Engelberta Manga (1883–1955) czy Konstantina Pellera (1887–1969).
Czynsze pobierane za wynajem mieszkań komunalnych były bardzo niskie – w 1926 roku średni czynsz wynosił ok. 4% pensji robotnika.

## Reforma szkolnictwa
Głównym autorem reform szkolnictwa w Wiedniu był Otto Glöckel (1874–1935), który pierwsze plany reformy przedstawił w 1917 roku w swojej książce „Das Tor der Zukunft”. W latach 1918–1920 Glöckel pełnił funkcję podsekretarza ds. zajęć dydaktycznych a w latach 1922–1934 prezydenta wiedeńskiej rady szkół miejskich. W okresie tym zaprowadził tzw. „wiedeńską reformę szkolnictwa”, nazywaną od jego nazwiska także „reformą Glöckela”, która obejmowała trzy główne kierunki zmian:
1. Reformę zarządzania szkołami – wprowadzono m.in. izby zrzeszające nauczycieli i stowarzyszenia rodziców;
2. Wprowadzenie tzw. Einheitsschule – jednej ogólnej szkoły średniej w miejsce dualnego systemu Bürgerschule i Unterstufenmittelschule;
3. Reformę programową – zakresu nauczania, podręczników i organizacji pracy lekcyjnej.

Aby stworzyć równe szanse dla wszystkich dzieci, Glöckel dążył do jednolitej organizacji systemu wychowania i edukacji, opartej na trzech stopniach: ogólnej szkoły podstawowej, ogólnej szkoły gimnazjalnej dla dzieci w wieku 10–14 lat i ogólnej szkoły średniej. Pierwsze ogólne szkoły gimnazjalne ruszyły w roku szkolnym 1919/1920, a od 1923 roku prowadzono pilotażowe programy ogólnej szkoły średnie, których jednak zaprzestano w 1927/1928 roku.
Reforma bazowała na zdobyczach nowoczesnej pedagogiki, m.in. ideach włoskiej lekarki Marii Montessori (1870-1952), rosyjskiego pedagoga Pawieła Błonskiego (1884–1941), amerykańskiego pedagoga Johna Deweya (1859–1952) oraz niemieckiego filozofa Paula Natorpa (1854–1924). Glöckel promował nauczanie nakierowane na wolny rozwój osobowości dziecka, wyrabianie zdolności krytycznych i samodzielności. Stawiał na integrację społeczną oraz eliminację wpływów kościoła katolickiego na nauczanie.
W 1919 roku Glöckel wydał dekret gwarantujący kobietom dostęp do edukacji uniwersyteckiej. Wydał również dekret, nazywany od jego nazwiska „dekretem Glöckela”, który znosił obowiązek uczestnictwa uczniów i uczennic w lekcjach religii i codziennej modlitwie na terenie szkoły. W 1922 roku założył Instytut Pedagogiczny Miasta Wiednia dla kształcenia nauczycieli.